# صندوق الدنيا (كتاب)
صندوق الدنيا كتاب للأديب الساخر إبراهيم المازني. وُلد المازني في عام 1889 م في القاهرة في المملكة المصرية (جمهورية مصر العربية. يرجع نسبه إلى قرية «كوم مازن» التابعة لمركز تلا بمحافظة المنوفية اليوم).هو أديب ومترجم وكاتب لاذع صاحب مدرسة متميزة في الكتابة الساخرة، كما أنه ناقد وشاعر مصري عبقري تميز بروح السخرية والفكاهة حتى عندما تصل به الأحوال والمشاكل إلى ذروة المأساة. تطلع المازنى إلى دراسة الطب وذلك بعد تخرجه من المدرسة الثانوية، ولكنه ما إن دخل صالة التشريح أغمى عليه، فترك هذه المدرسة وذهب إلى مدرسة الحقوق ولكن مصروفاتها زيدت في ذلك العام من خمسة عشر جنيهاً إلى ثلاثين جنيهاً، فعدل عن مدرسة الحقوق إلى مدرسة المعلمين. وعمل بعد تخرجه عام 1909م مدرساً، ولكنه ضاق بقيود الوظيفة، حدثت ضده بعض الوشايات فاعتزل التدريس وعمل بالصحافة حتى يكتب بحرية.يُعد المازني من رواد مدرسة الديوان وأحد مؤسسيها مع كل من عبد الرحمن شكري، عباس العقاد، التي هاجمت الشعر الكلاسيكي ووضعت أساساً للقصيدة الحديثة باعتبارها بناءً واحداً متماسكاً. عشق الشعر والكتابة الأدبية وعمل في شعره على التحرر من الأوزان والقوافي. تميز أسلوبه بالسخرية والفكاهة، فأخذت كتاباته الطابع الساخر وعرض من خلال أعماله الواقع الذي كان يعيش فيه من أشخاص أو تجارب شخصية أو من خلال حياة المجتمع المصري في هذه الفترة، فعرض كل هذا بسلبياته وإيجابياته من خلال رؤيته الخاصة وبأسلوب مبسط بعيداً عن التكلفات الشعرية والأدبية، وهذايظهر من خلال هذا الكتاب، حيث يعرض سلبيات وواقع المجتمع بشكل ساخر.من مؤلفاته: خيوط العنكبوت، في الطريق، حصاد الهشيم (في النقد). تميَّز الكتاب بالنزعة الفكرية، والفلسفية في بعض الأحيان، إضافةً إلى الفكاهة غير المصطنعة.ينقسم الكتاب إلي مجموعة من المقالات والقصص القصيرة التي تمتاز بروح الدعابة والسخرية، مثل: الصغار والكبار، اللغة العربية بلا معلم.

## مقدمة
كنا نفرح «بصندوق الدنيا», ونحن أطفال...نكون في لعبنا وصخبنا فيلمح أحدنا «الصندوق» مُقبلاً من بعيد فيلقي ما بيده من «كرة» أو نحوها ويطلقها صيحة مجلجلة ويذهب متوثباً ونحن في أثره، ونتعلق بثياب الرجل أو مرقعته علي الأصح. يصف المازني في مقدمته مشهداً كاملاً للرجل صاحب صندوق الدنيا فيصفه قائلاً: لحيته الكثة الغبراء مثنية على صدره. ويوضح أيضاً وصفاً للأطفال المنجذبين حول ذاك الرجل فيلتفوا حوله من أجل المتعة، فتندفع الأيدي على الجيوب تبحث عن الملاليم وانصافها فتفوز بها أو تخطئها..., ويقبل «المُعدم» على المُوسر يستسلفه مليماً، ويحدث في عالم الصغار ما يحدث في عالم الكبار، من جود وبخل..., ويقعد السعداء ويُقبلون على «الصندوق». ويُصوّر أيضاً ما يعرضه الرجل من خلال ذاك الصندوق حين يقول: ويطل الرجل من عين في جانب «الصندوق» ويدير «اليد» فتبدو لعيوننا المُشرئبة صور «السفيرة عزيزة» ربة الحُسن والجمال، و «عنترة ابن شداد» الذي كان: يهزم الجيش أوحدياً ويلوي  بالصناديد أيما اللواء و «الزير سالم» و «يوسف الحسن»...> ويوضح المازني في مقدمته سبب تسمية صندوق الدنيا بهذا الاسم فيقول: ولكني مازلت امت إلى طفولتي بسبب قوي، وما انفكّت أخراي معقودة بأولها. كنت أجلس إلى الصندوق وأنظر مافيه، فصرت أحمله على ظهري وأجوب به الدنيا، أجمع مناظرها وصور العيش فيها عسى أن يستوقفني نفر من أطفال الحياة الكبار، فأحط الدكة وأضع الصندوق على قوائمه وأدعوهم أن ينظروا ويعجبوا ويتسلوا ساعة بملاليم قليلة يجودون بها على هذا الأشعث الأغبر الذي شبر فيافي الزمان، وماله سوى آماله وهي لوافح، ونجم سوى ذكرى نورها خافت.لهذا أسميته «صندوق الدنيا».
لكن يظل السؤال الأبدي في خاطره منذ حمل صندوقه على ظهره "ماذا أصوّر؟" هذه هي المسألة كما يقول "هملت" في روايته الخالدة. لكنه يوضح الفرق بينه وبين هاملت؛ هو أن هاملت معنيّ بالحياة والموت، وبأن يكون أولا يكون، أمّا المازني فلا يأبه بذلك.فيقول "ولست أراني أحفل لا بالحياة ولا الموت، ولا الوجود ولا العدم، أو لعل الأصح والأشبه بالواقع أن أقول إني لا أرى وقتي يتسع للتفكير في هذا.... فنظلاّ لكونه كاتباً فلا يجد الوقت المتسع لفعل الكثير من الأشياء ومثال ذلك حديثه عن أولاده فيقول "واشتاق أن ألاعب أولادري فيصدّني أن الوقت ضيق لا ينفسح للعب والعبث وعليّ أن أكتب...". وهو يصف نفسه أيضاً بزوج الحياة "وكذلك أنا –أنا زوج الحياة الذي لا يستريح من تكاليفها- أقوم من النوم لأكتب، وأكل وأنا أفكر فيما أكتب..."8. ويشرد ذهنه بحثاً عن موضوع لمقالة جديدة، فيشرب فلا يسهو، ويضيق صدره فيخرج للطرقات ليرى مايمكن أن يكأخذه موضوعاً لمقالته.ويرى المازني أن شرّ ما في الامر أن يأتي صديق إليه يقترح عليه موضوعاً ما لمقالته، لكن مايقترحه عليه لا يحركان في نفس المازني شيئاً فلا يفهم صديقه ذلك. لأنه –على الأرجح- يظن أن الكتابة لا تكلّف المرء جهداً، وأن القلم هوالذي يجري وحده بما يقطر من مراعفه وأن العقل والنفس لا دخل لهما فيما يخطّه. 
ويذكر المازني أنه يكتب مقالتين في الأسبوع، لذلك فجلمة ذلك في العام مائة مقالة وكلّ مائة مقالة تكوّن خمسة كتب. ويوضح أيضاً نتيجة كتابته لمقالة فكاهية "والبلاء والداء العياء أن تكتب مرة مقالة فكاهية، والطامّة الكبرى أن تكون المقالة جيدة، وأن تكون الفكاهة فيها بارعة.... لأن الناس –من وجهة نظره- سيرغبون في المزيد من الفكاهة ويتوقعون من مقالاته الآخرى أن تمدهم بالمزيد منها. وإذا أخطاوا عنده مايطلبون من الفكاهة، عدّوه لا يحسن أن يكتب. بالرغم من ذلك، يرى المازني أن الناس معذورون، فإن وطأة الحياة ثقيلة...ولكن الناس أيضاً خُلقاء أن يذكروا أن الحياة قد تكون ثقيلة على الكاتب...وأنه عسى أن يكون ممن يودّون لو يضحكون ويُضحكون غيرهم، ويتمنون لو استطاعوا أن يجعلوا الدنيا جنة رفافة البشر ولكن هموماً تجثم على الصدور تقلص الوجه وتطفئ لمعة العين وتحبس البشْر الذي يريد أن ينطلق.... فيوضح صورة لصديقه عن نفسه:
أخوك إبراهيم يا مصطفي   كالبحر لا يهدأ أو يستريح
كالبحر حيّ الموج يقظانه   لكنه من نفسه في ضريح 
وفي ختام مقدمته، يتمنى المازني أن يكون صندوقه تمهيداً لما هو أقوي "وكما أن «صندوق الدنيا» القديم كان هو بريد "الفانوس السحري" وشريط "السينما" وطليعتهما، كذلك أرجو أن يقسم لصندوقي هذا أن يكون –في عالم الأدب- تمهيداً لما هو أقوى وأتمّ وأحفل....

## شذوذ الأدباء
استهلّ المازني مقالته موضحاً رأي الناس في الأدباء علي وجه العموم والشعراء علي وجه الخصوص.الناس متفقون علي أن الأديب على العموم، والشاعر على الخصوص، صنو المجنون ونده وقريعه، وقد لا يقولون ذلك بألسنتهم ولكنهم يقولونه بسلوكهم نحوه، فهم يفرضون فيه الشذوذ عن المألوف ويتوقعونه ولا يستغربونه ويحملون كل ما يصدر عنه على هذا المحمل ويردونه إلى هذا الأصل عندهم ولو أن الناس رأوا رجلاً يلبس ثيابه مقلوبة، أو يمشي على رأسه وقيل لهم أنه شاعر لاقتنعوا ولبطل العجب، كأن المشي علي الرأس يوائم الشاعرية أو هو مما تستلزمه حين يزخر عبابها... هنا يُقدم المازني الواقع الذي يعتقده الناس عن الشعراء بطريقة ساخرة.
ذكر أنه تعرّف على اثنين من الأعيان، وحين علما أنه شاعر، غمر البشر وجهيهما واستغنيا عن «تشرفنا» واعتاضا منها «ماشاء الله» و (سبحان الفتّاح)وأقبل عليّ أحدهما يربت لي ظهري ويمسحه لي بكف كمضرب الكرة ويقول «اسمعنا شيئاً، كأنما كنت مُغنياً على الربابة...»
ويرى أيضاً أن المرء يتحرى أن يجعل سلوكه مطابقاً للعرف والعادة على أدق وجه، لكن هيهات هيهات فلا يزيده هذا إلّا شذوذاً في رأي البعض.
ثم يستمر في شخريته فيذكر قصته مع الشخص الذي طرق بابه في الساعة الثانية صباحاً.فحل العجب والحيرة محل الفزع، ولم يكن فلان هذا ممن أتوقع زيارتهم في النهار فضلاً عن الشتاء ببرده القارس ومطره المنهمر.ففتح له الباب ودار بينهم حديثاً:
هو-ليلتك سعيدة.
أنا-مُصححاً-نهارك سعيد.
هو-آه صحيح..نهارك سعيد.هل كنت نائماً؟
أنا-نائماً؟وماذا كنت تظنني فاعلاً غير ذلك؟أكنت تتوهم أنني هنا حارس؟
هو-هاها..هأهأهأ..
أنا-هاها؟؟ماذا تعني بهاهاك هذه؟ألا تشعر أن من واجبك أن تبين لي السبب في إزعاجي في ساعة كهذه؟
...
لقد كان ينبغي أن تمشي إلي جهنم.وسأدفنك حياً إذا رأيتك هنا ليلاً أن نهاراً أسمعت؟
ودفعته عني فانطلق يعدو كالقنبلة.

## الصغار والكبار
يوضح المازني في هذا المقال وجهات نظر الكبار تجاه الصغار ومعاملتهم لهم وذلك من خلال حديثه مع ابنه.بدأ حديثه مع ابنه وفي نيّته أن يزجره زجراً قوياً عن العبث بكل ما تصل إليه يده.بدأ يقُصّ على ابنه ما يعلم وما يجهل وما ينبغي أن يعلم، وكان دفاعه بألفاظ الأب لا بألفاظ الابن.فيجد الابن أنه يُكلّف العلم بأشياء عديدة يجد عسراً في فهمها وإدراكها، مضافاً إلى ذلك انه لا يدري كيف يمكن أن تعنيه هذه المعارف التي يُطلب منه الإلمام بها، وإن كثيراً مما يشتهي أن يعرفه ويلذ له ويمتعه أن يُحيط به، لا يجد من يدُلّه عليه هذا فيما يتعلق بالعلوم والمعارف، أمّا من حيث السلوك والسيرة، فالمسألة أدق والمشكل أشدّ تعقداً، ذلك أنه لا يزال يلقن -في المدرسة وفي البيت- أن للخير والشرّ آثاراً ونتائج تحيّره جداً حين يتأملها أو يردّها إلى أسبابها.... ثم ذكر لابنه أنه يريد تأليف كتاباً علي نمط جديد، كتاب مدرسيّ ولكنه يُخالف كل ما في المدارس من الكتب، كتاب لذيذ مُمتع جداً. وطلب من ابنه أن يشاركه في تأليف هذه الكتاب.فتعجب ابنه كثيراً
«يا بابا ماذا تقول؟»
«أقول إنّي أريد -بمعونتك-أن نصلح هذه الدنيا التي نراها -أنا وأنت- مقلوبة؟»
قال «وكيف تفعل ذلك، وكيف أساعدك أنا؟ وماذا يسعني؟»
قلت "يسعك شئ كثير جداً، فليس كونك صغيراى يمانع أن يكون لك عمل كبير ...
ثم ذكر لابنه شكاوي الصغار من الكبار؛ وهي أن الكبار يُلزمونهم سلوكاً يبدو للصغار غير معقول ويعاملونهم معاملة يمكن أن نسميها غير عادلة. ثم ذكر الابن بعض الشكاوي التي تدور في خلجه:
لماذا ينبغي دائماً أن أنام في الساعة الثامنة؟ لماذا لا يُسمح لي بالسهر أحياناً مع الكبار إلى أن أحسّ بالحاجة إلى النوم؟, وإذا كانوا يبحثون عن شئ ولا يجدونه ظنّوا إنّي أنا الذي خبأته.
بعد هذه المحادثة، أخبر ابنه أنه في هذ الكتاب سيتم قلب هذه المسألة ’فيكون الصغار هم العقلاء الحكماء، والكبار هم الأغبياء البلداء .وسيُسميه (المُختار في تهذيب الكبار), ونجعل الصغار هم الذين يبقون في البيت لتدبير شئونه، والكبار هم الذين يذهبون إلى المدرسة.... وهو يقصد أن يقلب الواقع رأساً على عقب؛ فيحلّ الصغار محل الكبار ويزاولن مهامهم وكذلك الكبار. فيماس الصغار السلطة على الكبار في شتى الأمور ويعطون الأوامر لهم؛ مثال ذلك حديثه عن جدته: «وإذا سألتنا -أعني إذا سألت الصغار- عن شئ نجهله قلنا أن هذا الأمر لا تستطيعين فهمه وإدراكه الآن والسيدة المهذبة يجب ألا تكثر من الأسئلة...». ثم أخبر المازني ابنه أنهما هما من سيقومان بتأليف القصص في الكتاب وسيطبعانه ليقرأه الجميع، وأنه لديه طريقة ليجعل الكبار يرغبون في شرائه.وهي أن يجعل أحد أصدقائه يحمل في الصحف حملة عنيفة على هذا الكتاب، ويصفه بإنه مخلّ بالآداب وهذ كفيل بجعل الناس تشتريه.فهو يرى أن الناس سيشترونه بدافع حب الاستطلاع.وفي الختام سأله ابنه سؤالاً محيراً لم يعط المازني له جواباً، «وأنت يا بابا هل نضعك مع الكبار أم مع الصغار؟», فلم ينطق حرفاً.

## أشقّ المُحادثات
يبدأ المازني مقالته بذكر الفرق بين محادثة النساء ومحادثة الصُمّ فيذكر أن محادثة الصم أشقّ شئ بعد محادثة النساء. إذا صحّ أنّ الرجل يتحدث أو تُتاح له فرصة الكلام وهناك امرأة . والفرق بين الحالتين –أعني بين محادثة الصم ومحادثة النساء- أن المرء في الحالة الثانية لايزال يفتح فمه، كلما توّهم أن الحظ قد أسعفه بفرصة، ولكنه فيما أعلم لا يُجاوز التأتأة أو الفأفأة أو غير هذه وتلك مما هو منهما بسبيل..., وشرّ مافي الأمر أن المرأة لاتنفك تنكر على الرجل صمته وتستهجنه منه أو تعثدّه دليلاً على أن في نفسه شيئاً من ناحيتها.... يقوم المازني هنا بعرض الواقع من خلال مقارنة بين محادثة الصُمّ ومحادثة النساء موضحاً أن محادثة النساء من أشقّ المحادثات؛ حيث أن مايفعله الرجال من صمت أو تأتأة يؤخذ عليه.فالرجال لا يعرفون كيف يفسرون للنساء سبب هذا الصمت، وفي الوقت نفسه لا يستطيعون أن يصارحوا النساء بأن علة صمتهم هي أنهنّ لا يكفوا عن الثرثرة.وبالطبع تلك المصارحة ستكون عاقبتها أوخم؛ فهي ورطة لا مخرج منها40. فرص الكلام معدومة أو هي في حكم المعدومة، والمُصارحة مُستحيلة والصبر على اللوم والتأنيب والإتهام عسير، فماذا يصنع المرء؟. فأوضح المازني لأحداهن وقال لها: «أنا مُدرس وليس لي من عمل طول النهار إلّا إدارة لساني في حلقي، فمن حقّ هذا اللسان أن يستريح بعد هذا الجهد الشاقّ الذي بذله.». وأعطى لها مثالاً لذلك؛ إذا مشى المرء بضعة أميال فستتعب رجلاه وسيرغب في أن يريحهما وكذلك اليد وغيرهما، كذلك اللسان شانه شأن كل عضو آخر ينبغي أن يريحه. ثم يوضح المازني المغزي فيقول: والخلاصة أنني أشك في أن آدم هو الذي سمّى الأشياء. وما أظنّ إلّا أن حواء هي التي يرجع إليها الفضل في ذلك، فم أحسبها تركت له فرصة يفتح فيها فمه ولاسيما إذا ذكرنا أن آدم كان الإنسان الوحيد الذي كانت تستطيع أن تكلمه في الجنة، وأنه لم يكن معها سواه فكيف استطاع أن يجد الوقت اللازم للتفكير فيما يناسب الحيوان والنبات من الأسماء؟.. وأوضح أنه لا يظن أن آدم أكل من الشجرة المُحرّمة لأن حواء أغرته أو لأن الشيطان زيّن له ذلك، بل أن الأكل من هذه الشجرة له عواقبه، ومنها الموت وانتفاء الخلود وتلك وسيلة للخلاص يمكن ارتقابها مع الصبر.... 
أما بالنسبة لمحادثة الصُمّ فيرى المازني أنها تختلف كثيراً عن محادثة النساء.هي صياح من جانب وبعثرة من جانب آخر. ويقصد بالبعثرة بعثرة المواضيع التي يمكن أن يدور عليها الحديث . فيضع المازني أمثلة لذلك فيقول:
تضع يدك إلى جانب فمك وتصيح في أذن صاحبك. «متى اشتريت هذه النظارة» فينظر إليك أولاً كأنما يريد أن يقرأ في عينك أو في وجهك كله ماسمع ثم يقول بصوت لاتكاد تسمعه ولعله يحسب أنه يصيح مثلك «أي نعم وزارة المعارف»...ويخطر لك أن تغيّر الحديث فتصب هذه الصيحة في أذنه أو تطلقها في الهواء –سيّان. «هل قرأت مقالتي الأخيرة؟» فيقول «لعنة الله عليها لقد كادت تخنقني. وقد غشني من مدحها لي». وهكذا يقوم بالانتقال من موضوع إلى آخر لكن بلا فائدة.
وينهي المازني مقالته بالمزج بين محادثة النساء ومحادثة الصم موضحاً ما تحمله من شر فيقول "والنساء شر لابد منه وكثر ماتنسيك حلاوته مرارته ولكن المرأة الصماء..؟ هنا يحسن السكوت.

## حلّاق القرية
في هذا المقال القصير يتحدث المازني ساخراً مما يُسمى بحلاق القرية الذي أراده ان يحلق لحيته. فيقول: وقعت لي هذه الحادثة في الريف منذ سنوات عديدة، قبل أن تتغلغل المدنية إلى أنأى قراه، وكنت أنا الجاني على نفسي فيها، فقد عرض عليّ مضيفي أن استعمل موساه فأبيت، وقلت مادام للقرية حلّاق فعليّ به، فحذرني مضيفي وأنذرني ووعظني، ولكني ركبت رأسي وأصررت أن يجئ الحلاق.

## مقتطفات من مذكرات حواء
يذكر المازني أن هذه المذكرات موضوعة على نسق (مذكرات آدم) للكاتب الأمريكي مارك توين|(سامويل كيمينز) وهي تشبهها في الأسلوب الفكاهي  
ولقد قام بمجاراة الكاتب الأمريكي في أشياء، مثل إنكار آدم أن حواء مخلوقة من ضلع من جنبه، واستغرابه بكاءها-والبكاء أشبه بالأنوثة-وعدم فهمه الأمومة.... وأراد المازني أن يمثّل بهذه المذكرات عدة أشياء منها:
أن المرأة أقدم معجم للغة، فهى التي وضعت الأسماء، أن الخجل من مقتضيات المعرفة والإدراك، أن الأمومة أقوى وأبرز من الأبوة، لأن المرأة هي الأداة لحفظ النوع. وقد تناول المازني هذه المعاني في مقالات عديدة مثل (المرأة واللغة أول معجم وأقدم ديوان) في (قبض الريح). 

## رجل ساذج
وتستمر السخرية في مقالاته، فيقول : كان لنا –ونحن شبان- رجل ساذج لم يعرف سوانا. كأنما قد هبط علينا من السماء. وكان الواحد منّا يذكر معارفه أو يصف القرية التي هو منها، أو يقُصّ علينا مغامراته، أو يحدّثنا بمعاشقه، ويعرض ماعسى يكون مُحتفظاً به من خصلة شعر أو منديل أو نحو ذلك، وهو واجم كئيب لا يفتح فمه. وكان يخشى ركوب الماء ويجزع من اضطراب الزورق على متنه.... لذلك أنشده قصيدة لابن الرومي يصف فيها ما لقي في البرّ والبحر من المخاوف .فلما قال:
وأيسر إشفاقي من الماء أنني  أمر به في الكوز مر الجانب
وأخشى الردى منه على كل شارب فكيف بأمنيه على مر راكب 
فصفق الرجل وتحمس وقال إن هذا «رجل عاقل». وعندما طلب الرجل منه أن يعرفه على ابن الرومي، قدّمه إلى شيخ وقور كثّ اللحية إلّا أنه أحمق سريع الغضب 145. فخرج الرجل من مجلسه وقد أصابته عكازة الشيخ على رأسه وركبته.
ويستمر المازني في الدعابة في مواقفه مع هذا الرجل لكن هذه المرة أفضت إلى مأساة أو ماهو في حكمها. أوهم –هو وأصدقائه- ذاك الرجل أن هناك فتاة تعمل في «بار» تحبه.وكانوا يأتون بقليل من الفستق أو الشكولاته بزعم أنها هدية من تلك الفتاة. كان الرجل يخجل من مخاطبة الرجال الأغراب فكيف بالنساء؟  فأخذوا يثنوا على جمالها ويصفوا مفاتنها، فيشرق وجهه وتومض عيناه. ومازالوا يحثّوه على استعمال إشارات الحب من غمازات وما إلى ذلك، فصار يدخل البار ومعه طاقة من الورود ما بين حمراء، رمز الحب المتقد، وبيضاء عنوان الطهر والعفاف، وصفراء للدلالة على ما اصاره إليه السهر والبكاء واللهفة من ذبول لونه.... 
لم يستمر الوضع كما كان يظن المازني ورفاقه حينما قاموا بفعلتهم من أجل الضحك والمتعة والدعابة والسخرية من ذلك الرجل، لكن الحب خلق شخصاً جديداً واسعفت السذاجة الحب واعانته على الاستبداد بنفسه. فأخبره الرجل أنه خطبها لكن من الخير لها ألا يتزوجها، وأكمل : " نعم أنا مغفل ولم أكن قط أجهل ذلك. وأنت تعلم إني أحبها وقد خاطبتها في الزواج. فكانت كريمة جداً مؤدبة جداً. لم ترفض ولكنها لم تقبل أيضاً. والحق أقول يا صاحبي. لم يسعني إلا أن أصارحها بأني..بأني كما تعلم مغفل، وأنها تكون أسعد لو تزوجت رجلاً..رجلاً..غير مغفل..يجب – مادمت أحبها- أن أقدم خيرها على رغبتي...
ومنذ ذلك الوقت لم يضكوا من ذلك الرجل طيب القلب المسكين أبداً.